# AS CotonTchad
Association Sportive CotonTchad é um clube de futebol do Chade com sede em N'Djamena.
Ganhou o campeonato nacional 3 vezes; em 1996, 1998 e 2015. O clube também ganhou a copa nacional por três vezes; em 1995, 1999 e 2009.

## Gestores
- Modou Kouta[1]
- 2011 –? Oumar Francis
- 2018 - Mahamat Allamine 'Boli'[2]

## Presidente
- 2012 - Adoum Faki[3]